# Harriet Harman
Harriet Ruth Harman, née le 30 juillet 1950, à Marylebone (Londres), est une avocate et femme politique britannique.
De mai à septembre 2015, elle assure l'intérim à la tête du Parti travailliste à la suite de la démission d'Ed Miliband jusqu'à l'élection de Jeremy Corbyn.

## Biographie
Avocate comme sa mère, elle est féministe.
Elle est députée pour Camberwell et Peckham, circonscription dans le Grand Londres, à partir de 1997, ayant auparavant représenté la circonscription de Peckham à partir d'une élection partielle tenue en 1982.
En 1997, le Premier ministre Tony Blair la nomme ministre de la Sécurité sociale, fonction qu'elle quitte l'année suivante en raison d'un conflit avec un autre membre du gouvernement.
Elle est solliciteur général d’Angleterre-et-Galles de 2001 à 2005, première femme à exercer la fonction.
En 2005, Tony Blair la fait revenir au gouvernement ; elle est maintenue par son successeur Gordon Brown en 2007. Elle occupe notamment les fonctions de leader de la Chambre des communes (ministre des Relations avec le Parlement), de Lord du sceau privé et de ministre des Femmes et de l'Égalité entre 2007 et 2010.
Élue Deputy Leader (leader adjointe) du Parti travailliste le 24 mai 2007 en remplacement de John Prescott, elle assure la direction du parti aux côtés de Gordon Brown. Lorsque ce dernier démissionne le 11 mai 2010, elle lui succède à titre temporaire et devient, de ce fait, chef de l'opposition en face du nouveau Premier ministre, le conservateur David Cameron. À la suite de l'élection d'Ed Miliband à la tête du parti, Harman assume encore une fois la position de chef adjointe.
Elle entre à la Chambre des lords le 19 août 2024, avec le titre de baronne Harman.

## Famille
En 1982, elle épouse Jack Dromey, député à partir de 2010 ; le couple a trois enfants. Elle est veuve à son décès en 2022. Nièce d'Elisabeth, comtesse de Longford, sa famille comprend notamment Rachel Billington, Antonia Fraser et Thomas Pakenham.

## Résultats électoraux

### Chambres des communes
| Élection           | Circonscription        | Parti | Parti        | Voix   | %    | Résultats |
| ------------------ | ---------------------- | ----- | ------------ | ------ | ---- | --------- |
| Partielles de 1982 | Peckham                |       | Travailliste | 11 349 | 50,3 | Élue      |
| Générales de 1983  | Peckham                |       | Travailliste | 16 616 | 51,6 | Élue      |
| Générales de 1987  | Peckham                |       | Travailliste | 17 965 | 54,5 | Élue      |
| Générales de 1992  | Peckham                |       | Travailliste | 19 391 | 61,8 | Élue      |
| Générales de 1997  | Camberwell and Peckham |       | Travailliste | 19 734 | 69,5 | Élue      |
| Générales de 2001  | Camberwell and Peckham |       | Travailliste | 17 473 | 69,6 | Élue      |
| Générales de 2005  | Camberwell and Peckham |       | Travailliste | 18 933 | 65,3 | Élue      |
| Générales de 2010  | Camberwell and Peckham |       | Travailliste | 27 619 | 59,2 | Élue      |
| Générales de 2015  | Camberwell and Peckham |       | Travailliste | 32 614 | 63,3 | Élue      |
| Générales de 2017  | Camberwell and Peckham |       | Travailliste | 44 665 | 77,8 | Élue      |
| Générales de 2019  | Camberwell and Peckham |       | Travailliste | 40 258 | 71,3 | Élue      |

## Ouvrage
- A Woman's Work, éd. Allen Lane, 2017.